# 深戶站

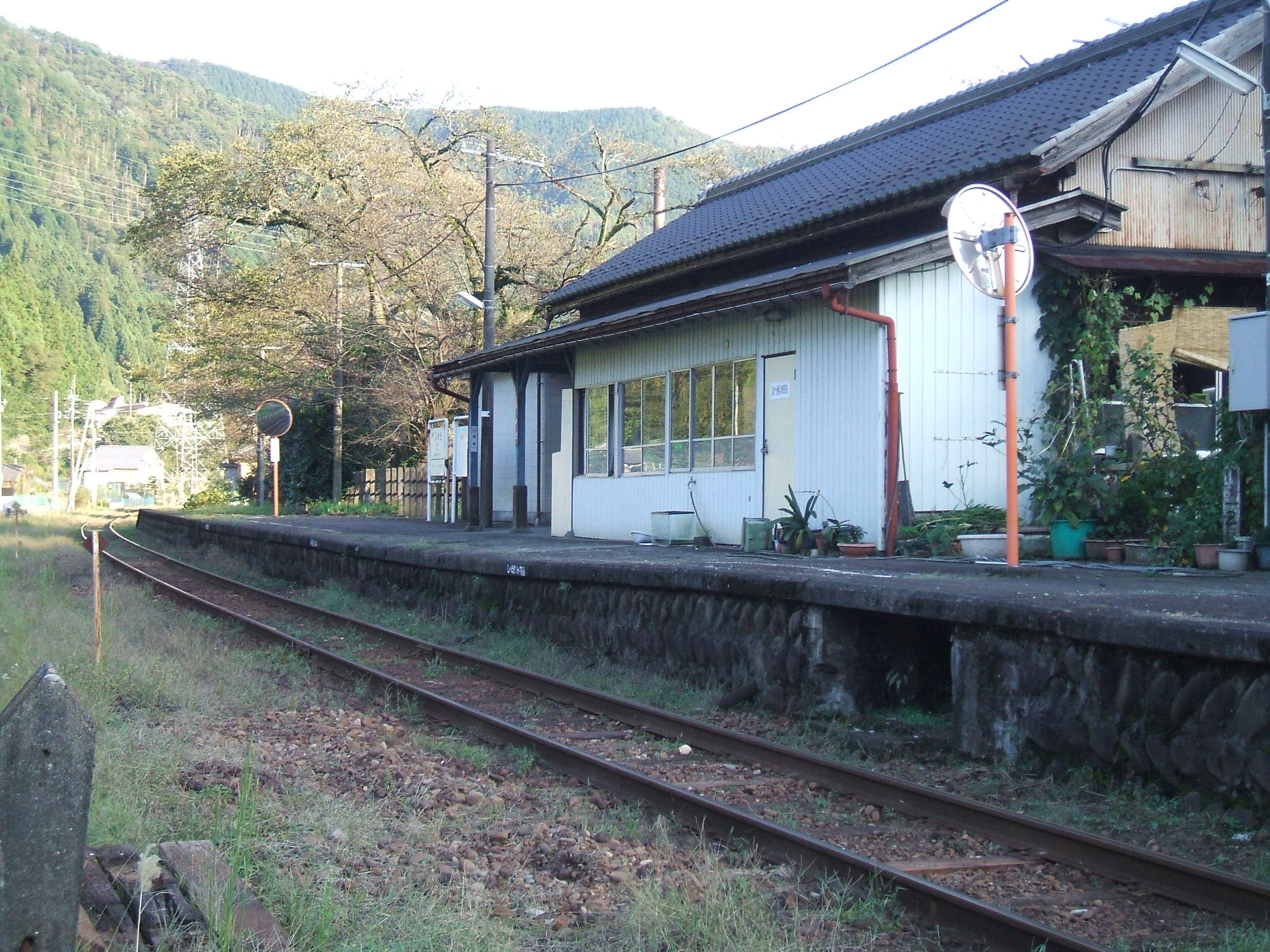
月台

深戶站（日语：／ Fukado eki */?）是位於岐阜縣郡上市美並町三戶，長良川鐵道的越美南線車站。車站編號是23。此站是電影「長途漫步」取景地，MEGARYU的PV取景地。

## 歷史
- 1928年（昭和3年）5月6日 - 國鐵越美南線美濃下川站（現時：大矢站）至此站之間開通，此站啟用[1]。為旅客和貨物車站。
- 1929年（昭和4年）12月8日 - 此站至郡上八幡站之間開通[1]。
- 1959年（昭和34年）10月10日 - 結束貨物起卸業務[1]。
- 1986年（昭和61年）12月11日 - 國鐵越美南線由長良川鐵道接管，成為長良川鐵道車站[1]。

## 車站構造
車站是一座地面車站，設有1面1線單式月台。
車站大樓內的咖啡廳於2013年9月30日結業。

## 使用狀況
| 年度               | 1日平均 乘車人次 | 1日平均 乘車人次 |
| ------------------ | ---------------- | ---------------- |
| 2011年（平成23年） | 11               |                  |
| 2012年（平成24年） | 7                |                  |
| 2013年（平成25年） | 13               |                  |
| 2014年（平成26年） | 11               |                  |
| 2015年（平成27年） | 11               |                  |

## 車站周邊
- 長良川
- 國道156號

## 巴士路線
郡上市自主運行巴士
- 美並北路線「深戶巴士站」 （每日2往返班次，在盂蘭盆節、年尾、年初除外的星期一、四服務）
  - 巴士站位於站前國道156號以西200米位置的路口北方處。
- 美並八幡線「深戶站前巴士站」　前往郡上市民醫院前／小月苑 （每日1往返班次，在盂蘭盆節、年尾、年初除外的星期二、四服務）

## 相鄰車站
長良川鐵道
越美南線
赤池（22）－深戶（23）－相生（24）

## 注腳
1. 1 2 3 4 5  曾根悟（日语：曽根悟）（監修）. 朝日新聞出版分冊百科編集部（編集） , 编. . 週刊朝日百科. 26号 長良川鉄道・明知鉄道・樽見鉄道・三岐鉄道・伊勢鉄道. 朝日新聞出版. 2011-09-18: 10-11 （日语）.
2. ↑  深戶站於Facebook.

## 外部連結
- 深戶站｜【官方網站】長良川鐵道株式會社 （页面存档备份，存于）（日語）